# Puchar Polski w piłce siatkowej mężczyzn (1975/1976)
Puchar Polski w piłce siatkowej mężczyzn 1975/1976 (Puchar Polski o "Puchar Sportowca") – 20. sezon rozgrywek o siatkarski Puchar Polski, rozgrywany od 1932 roku.

## Klasyfikacja końcowa
| Miejsce | Drużyna                    |
| ------- | -------------------------- |
| 1.      | Stal Mielec                |
| 2.      | Beskid Andrychów           |
| 3.      | Lechia Tomaszów Mazowiecki |
| 4.      | Anilana Łódź               |